# Slaughter on 10th Avenue
Pour le ballet de Richard Rodgers et George Balanchine, voir Slaughter on Tenth Avenue.
Albums de Mick Ronson
Play Don't Worry
(1975)
Singles
1. Love Me Tender
Sortie : 25 janvier 1974
2. Slaughter on 10th Avenue
Sortie : 11 avril 1974

Slaughter on 10th Avenue est le premier album studio du guitariste Mick Ronson. Il est sorti le 1er mars 1974 sur le label RCA Records.
David Bowie contribue à l'écriture de trois titres, dont une adaptation en anglais de la chanson de Lucio Battisti Lo vorrei… non vorrei… ma se vuoi.

## Titres
| 1. | Love Me Tender          | George R. Poulton (en), Ken Darby | 4:50 |
| 2. | Growing Up and I'm Fine | David Bowie                       | 3:10 |
| 3. | Only After Dark         | Mick Ronson, Scott Richardson     | 3:30 |
| 4. | Music Is Lethal         | Lucio Battisti, David Bowie       | 5:10 |

| 5. | I'm the One                    | Annette Peacock                            | 5:03 |
| 6. | Pleasure Man / Hey Ma Get Papa | Mick Ronson, Scott Richardson, David Bowie | 8:55 |
| 7. | Slaughter on Tenth Avenue      | Richard Rodgers                            | 4:41 |

| No  | Titre                                                                              | Auteur                       | Durée |
| --- | ---------------------------------------------------------------------------------- | ---------------------------- | ----- |
| 8.  | Solo on 10th Avenue (solos de guitare uniquement)                                  | Richard Rodgers              | 2:07  |
| 9.  | Leave My Heart Alone (en concert au Rainbow Theatre les 22 et 23 février 1974)     | Craig Fuller                 | 4:32  |
| 10. | Love Me Tender (en concert au Rainbow Theatre les 22 et 23 février 1974)           | George R. Poulton, Ken Darby | 4:43  |
| 11. | Slaughter on 10th Avenue (en concert au Rainbow Theatre les 22 et 23 février 1974) | Richard Rodgers              | 4:35  |

## Musiciens
- Mick Ronson : guitare, piano, chant
- Trevor Bolder : basse, trompette, trombone
- Aynsley Dunbar : batterie, percussions
- Mike Garson : piano, piano électrique, orgue
- David Hentschel : synthétiseur ARP sur Hey Ma Get Papa
- Margaret Ronson : chœurs
- Dennis MacKay : chœurs, ingénieur du son
- Sidney Sax : cordes
- Leee Black Childers : photo de pochette